# Islas Shiant
Las Shiant Isles (en gaélico escocés: Na h-Eileanan Mora), también conocidas en gaélico como "las islas encantadas" (Na h-Eileanan Seunta) constituyen un grupo de islas localizadas en el estrecho de El Minch, al este de la isla Harris en las Hébridas Exteriores, en Escocia. Las islas principales son Eilean Garbh y Eilean an Tighe, que fueron habitadas hasta 1901 y están unidas en la actualidad por un delgado istmo, y Eilean Mhuire.